# Benjamin Giesebrecht
Benjamin Christian Heinrich Giesebrecht (* 6. Februar 1741 in Rostock; † 26. April 1826 in Mirow) war ein deutscher evangelischer Theologe und Pastor in Mirow.

## Leben
Benjamin Giesebrecht war der Sohn des Rostocker Kammmachers Johann Hinrich Giesebrecht und dessen ebenfalls aus Rostock stammenden Frau Margarete Catharina, geb. Schult, die ein Jahr zuvor geheiratet hatten. Nach dem frühen Tod des Vaters (1753), der seine Familie in ärmlichen Verhältnissen zurückgelassen hatte, zog die Mutter mit den Kindern in pommersche Ausland nach Anklam, wohl zu ihrer Verwandtschaft. 
Giesebrecht besuchte 1754–1760 in Anklam das Gymnasium. Als ihn im Siebenjährigen Krieg preußische Werber widerrechtlich zum Soldaten ausgehoben flüchteten er und ein Bruder ins mecklenburgische Friedland und dann nach Halle, wo er von 1761 bis 1763 Theologie studierte.
Nach dem Hubertusburger Frieden kehrte Benjamin Giesebrecht nach Vorpommern zurück und nahm ab 1763 verschiedene Stellungen als Hauslehrer an; in Zemmin, dann in Lärz, wo er unter anderem mit Pastor Leithäuser (Mirow) und Superintendent Andreas Gottlob Masch (Neustrelitz) bekannt wurde. Er wurde Hauslehrer bei Masch und begleitete dessen Sohn und die von ihm mit unterrichteten Söhne des Staatsministers Anton Ludwig Seip auf das Pädagogium in Halle. Als Kandidat der Theologie bemühte sich Giesebrecht danach weiter um eine Anstellung im mecklenburgischen Kirchendienst. 1768–1769 verhandelte er in Neubrandenburg wegen eine Stelle als Hilfsprediger. 1769 erreichte ihn schließlich der Ruf als Pastor der vakant gewordenen Pfarre in Mirow, wo er am 3. Dezember 1769 ins Amt eingeführt wurde und die Gemeinde ihn für die ihm entgehenden Hebungen des Gnadenjahres entschädigte.
In Mirow, wo sich in der ersten Jahrhunderthälfte im Umfeld des dortigen Fürstenhofes ein herausragendes Zentrum pietistischer Frömmigkeit entwickelt hatte und wo auch die Beaufsichtigung der Ortsschule zu Giesebrechts Amtspflichten gehörte, wirkte er fast ein halbes Jahrhundert lang. Am 23. Oktober 1772 heiratete Giesebrecht in Mirow Elisabeth Leithäuser, eine Tochter seines verstorbenen Mirower Amtsvorgängers (1790 erblindete seine Ehefrau). Giesebrecht musste miterleben, wie der kleine Marktflecken Mirow mit dem Ende der fürstlichen Hofhaltung in eine Art Dornröschenschlaf verfiel. Erst als er am 1. Pfingsttage 1815 vor dem Altar einen Schlaganfall erlitt, der mit einer Lähmung der Sprachorgane einherging, wurde ihm sein Sohn Friedrich adjungiert. Giesebrecht blieb jedoch bei frischem Geist und konnte 1819 sein 50-jähriges Amtsjubiläum noch in dankbarer Freude feiern.
In Giesebrechts Ehe wurden neun Kinder geboren, darunter die Söhne Carl (1782–1832), Adolf (1790–1855) und die Zwillingsbrüder Ludwig (1792–1873) und Friedrich (1792–1875). Zwei seiner Töchter heirateten ebenfalls mecklenburgische Pastoren. Sohn Ludwig Giesebrecht veröffentlichte später unter dem Titel Der Fürstenhof zu Mirow während der Jahre 1706-1761 (1863) Erinnerungen an das Familienleben der Großeltern in Mirow, das sich in freundschaftlicher Nachbarschaft mit den Mirower residierenden Mitgliedern des Fürstenhauses von Mecklenburg-Strelitz vollzog und verbarg dabei nicht seinen Stolz, selbst in einer Wiege aus Pflaumenbaumholz gelegen zu haben, in welcher vor ihm nicht nur die älteren Geschwister, sondern auch Prinzen und Prinzessinnen lagen.

## Werke
- Empfindungen eines Jünglings bei dem traurigen Kriegsschicksal seines Vaterlandes. Rostock 1760 (anonym)
- Die Schöpfung der Natur. Halle 1762 (anonym)
- Umschreibung des ersten Buch Mosis. Rostock 1784 und 1785.